# Хойер, Ян
Ян Хойер (нем. Jan Hojer; род. 9 февраля 1992, Кёльн, Северный Рейн-Вестфалия) — немецкий профессиональный скалолаз, победитель Кубка мира и двукратный чемпион Европы в боулдеринге. В мае 2010 года он прошёл маршрут Action Directe, который до сих пор считается одним из самых сложных в мире. С 2013 по 2015 год прошёл несколько боулдеринговых маршрутов сложностью 8C (V15).

## Карьера
Хойер начал участвовать в молодёжных местных соревнованиях в лазании на трудность в 2004 году, когда ему было 10 лет. С 2008 по 2010 год участвовал в Кубке мира по скалолазанию. Поскольку его выступления в лазании на трудность не были выдающимися, он в 2011 году решил перейти в боулдеринг. Заметные результаты начались в следующем году, когда он занял пятое место на чемпионате мира по скалолазанию. Он выиграл титул Кубка мира по боулдерингу в 2014 году и занял второе место в 2015 году.
В 2015 и 2017 годах он выиграл чемпионат Европы по скалолазанию в боулдеринге. Также в 2017 году он выиграл серебряную медаль на Всемирных играх в боулдеринге во Вроцлаве.
Хойер выигрывал национальные чемпионаты во всех скалолазных дисциплинах. Он выиграл трудность в 2008, 2017 и 2019 годах. В боулдеринге он выигрывал в 2011, 2014, 2015 и 2016 годах, финишировал вторым в 2017 году и с тех пор не выступал. Хойер выиграл первый национальный чемпионат Германии в многоборье в 2018 году, а в 2019 году выиграл единственную дисциплину, в которой ещё не выигрывал — лазание на скорость.
Он также добился выдающихся результатов в лазании на природе. В мае 2010 года он прошёл маршрут Action Directe, который до сих пор считается одним из самых сложных в мире. С 2013 по 2015 год преодолел ряд боулдеринговых маршрутов сложностью 8C (V15).

### Чемпионат мира по скалолазанию[2]
| Дисциплина | 2009 | 2011 | 2012 | 2014 | 2016 | 2018 |
| ---------- | ---- | ---- | ---- | ---- | ---- | ---- |
| Трудность  | 30   | -    | -    | 30   | -    | 29   |
| Боулдеринг | 39   | 46   | 5    | 3    | 27   | 9    |
| Скорость   | -    | -    | -    | 30   | -    | 33   |
| Многоборье | -    | -    | -    | 2    | -    | 3    |